# Lazzaro Ponticelli
Lazzaro Ponticelli (Bettola, 7 dicembre 1897 – Le Kremlin-Bicêtre, 12 marzo 2008) è stato un militare e supercentenario italiano naturalizzato francese, combatté nella prima guerra mondiale prima nella Legione Straniera Francese e poi, dal 1915, nel Corpo degli alpini italiani.
Lazzaro (o Lazare) Ponticelli (per la doppia nazionalità), nacque nel villaggio di Cordani, frazione del Comune di Bettola nell’alta Val Nure piacentina il 7 dicembre 1897. Con la morte, avvenuta il 20 gennaio 2008, di Louis de Cazenave (1897-2008), uno dei due ultimi reduci ex combattenti della prima guerra mondiale, Lazzaro Ponticelli, ormai supercentenario, è stato l'ultimo sopravvissuto italo-francese della Grande Guerra, fino alla sua morte avvenuta il 12 marzo 2008 a 110 anni e 96 giorni.

## Biografia

### L'infanzia
Lazzaro Ponticelli nacque a Cordani, una piccola frazione di Bettola vicino Groppoducale, in provincia di Piacenza. Il padre manteneva la numerosa famiglia arrangiandosi con i mestieri di ciabattino, di falegname e, quando a Bettola era giorno di mercato, offrendosi come mediatore nella compravendita di animali. Ma i suoi sacrifici non bastavano a sollevare dall'estrema miseria la famiglia, che contava quattro figli: Bonfiglio, Francesco, Caterina e Lazzaro, il più piccolo. La moglie decise di emigrare in Francia con tre dei quattro figli, lasciando Lazzaro con il padre, che però morì di lì a poco.
A soli quattro anni, Lazzaro (che non perdonò mai la madre per averlo abbandonato) cercò di sopravvivere facendo il pastore, catturando uccelli e costruendo zoccoli, iniziando a mettere da parte ciò che rimaneva dei suoi scarsi guadagni per acquistare un biglietto ferroviario per recarsi a Parigi dai suoi fratelli.

### A Parigi
Nel 1907, all'età di nove anni, senza conoscere la lingua francese e completamente analfabeta, Ponticelli arrivò a Parigi. Rimase nella stazione Gare de Lyon tre giorni e tre notti senza mangiare, finché fu notato da un capostazione, che gli chiese che cosa stesse facendo lì da solo e dove dovesse andare. Prima di partire, Lazzaro aveva avuto il nome di un oste di un bistrot, «Chez Colombo», che a Parigi faceva da punto di riferimento per gli italiani emigrati in Francia. Capace di ripetere solo quel nome, Lazzaro lo disse al capostazione, che fortunatamente lo conosceva: fu portato dall'oste e affidato a sua moglie, che se ne prese cura.
A Parigi Lazzaro fece i mestieri tipici dei bambini poveri: lo spazzacamino a Nogent-sur-Marne, dove risiedeva un'importante comunità italiana (soprannominata in maniera dispregiativa come rital), e lo strillone per vendere giornali.
In un'intervista che rilasciò a Le Monde nel novembre del 2006, Ponticelli raccontò: «Distribuivo 'L'Intransigeant' tra il Bon Marché e la Bastiglia. Il giorno in cui è stato assassinato Jaurès in rue du Croissant (il 31 luglio 1914), mi sono andate via subito tutte le copie.»

### Combattente nella Legione straniera

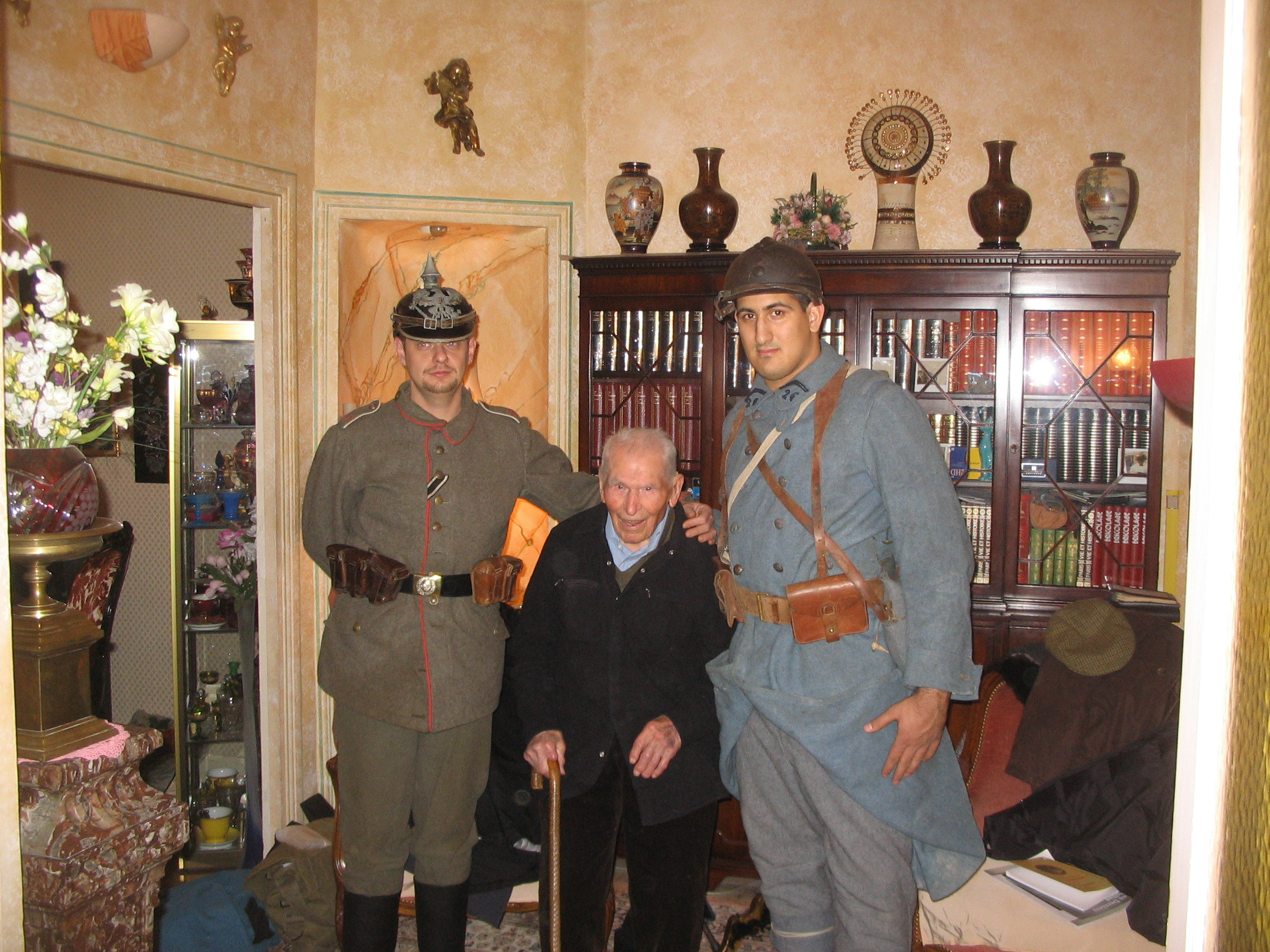
Lazzaro Ponticelli nel 2006.

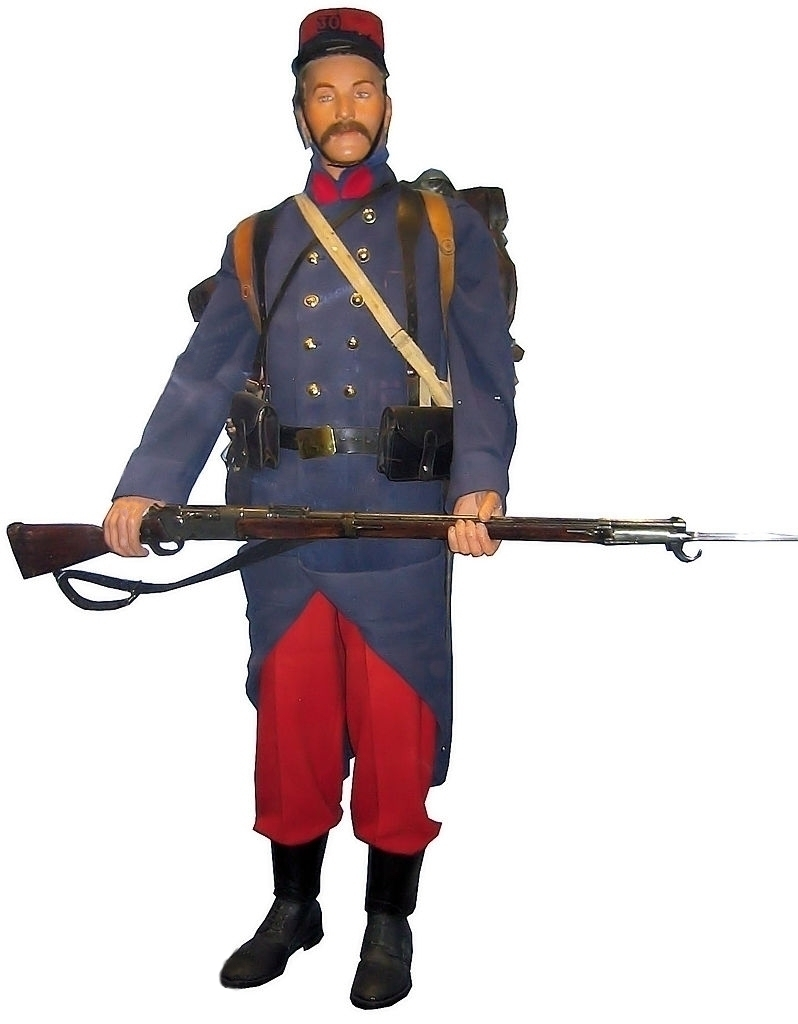
Soldato francese nel 1914.

Fu proprio nel 1914 che, mentendo sulla sua età, Ponticelli decise di arruolarsi nella Legione straniera. Fu destinato al 1º Reggimento straniero della Legione a Sidi Bel Abbes, dove ritrovò uno dei suoi fratelli, e da lì fu successivamente inviato in prima linea a Soissons incorporato nella Legione Garibaldina.
Di quel terribile periodo Ponticelli ricordava che sul fronte delle Argonne non faceva altro che scavare fosse o per i soldati morti, o per realizzare lunghe trincee per quella guerra di posizione dove si consumò tanta gioventù europea.
Rimase fisso nella sua memoria l'episodio di quando dalla sua trincea sentì i lamenti di un soldato ferito, che nella terra di nessuno era rimasto imprigionato nei reticolati. Raccontò: «I barellieri non osavano uscire. Io non ne potevo più. Ci sono andato con una pinza. Sono subito caduto su un ferito tedesco. Mi ha fatto due con le dita. Ho capito che aveva due figli. L'ho preso e portato verso le linee tedesche. Quando loro si sono messi a sparare, ha gridato di smetterla. L'ho lasciato vicino alla sua trincea. Mi ha ringraziato. Sono tornato indietro, verso il ferito francese. Stringeva i denti. L'ho trascinato fino alle nostre linee con la sua gamba di traverso. Mi ha abbracciato e mi ha detto: 'Grazie per i miei quattro bambini'.»

### Soldato in Italia
Nel 1915 Ponticelli si trovava presso Verdun, quando gli giunse dall'Italia il richiamo alle armi. Rientrato nel territorio nazionale, fu inquadrato nel 3º Reggimento Alpini e combatté contro gli austriaci nel Tirolo. Secondo il ricordo di Lazzaro, tra le due trincee v'erano appena una trentina di metri e i soldati dei due schieramenti alla fine fraternizzarono, come talora accadeva su altri fronti dove, quasi per un patto tacito, si cercava di sopravvivere evitando di spararsi addosso: «Loro ci davano il tabacco, che scambiavano con le nostre pagnotte. Quando lo stato maggiore l'ha saputo, ci ha dislocati in una zona più dura».
Nel 1916 venne ferito alla testa e ricoverato all'ospedale militare di Napoli, fino alla smobilitazione avvenuta nello stesso anno.
Di ritorno in Francia nel 1921, fondò con i suoi fratelli un'impresa di fumisterie (camini, caminetti, stufe), denominata "Ponticelli Frères", che divenne poi un'azienda di rilievo internazionale, ancora oggi in espansione, prevalentemente nel campo della fabbricazione, del montaggio e dello smontaggio di tubazioni industriali per vari settori (industria petrolifera, chimica, delle costruzioni e dei lavori pubblici, produzione di energia termica e nucleare, siderurgia, cementifici, cartiere, agro-alimentare).

### Seconda guerra mondiale e Resistenza
Nel 1939, allo scoppio della seconda guerra mondiale, Lazzaro Ponticelli, ottenuta la nazionalità francese, chiese di arruolarsi, ma era troppo anziano per il servizio attivo e quindi venne assegnato agli uffici.
Quando nel 1942 la Francia fu occupata dai tedeschi, Ponticelli collaborò con la Resistenza contro gli occupanti nazisti.

### Il rifiuto dei funerali di Stato
Come Louis de Cazenave, Ponticelli rifiutò i funerali di Stato e la sepoltura nel Pantheon, decisi nel 2005 dalla Presidenza della Repubblica francese: «Rifiuto questi funerali di stato. Non è giusto che spettino solo all'ultimo sopravvissuto, facendo un affronto a tutti gli altri che sono morti senza avere gli onori che meritavano. Non si è fatto nulla per loro... Anche un piccolo gesto sarebbe stato sufficiente». Ponticelli preferì essere sepolto nella sua tomba di famiglia.
A Ponticelli furono comunque tributati i Funerali di Stato all'Hôtel des Invalides il 17 marzo 2008. Durante i funerali, il Presidente della Repubblica francese Nicolas Sarkozy tenne un discorso con l'omaggio nazionale ai veterani della prima guerra mondiale.